# اگوستونی
اگوستونی (به اسپانیایی: Agustoni) یک منطقهٔ مسکونی در آرژانتین است که در ایالت لا پامپا واقع شده‌است.

## خصوصیات
اگوستونی ۲۶۸ نفر جمعیت دارد.